# Station Berney Arms
Berney Arms is een spoorwegstation van National Rail in Berney Arms, Broadland in Engeland. Het station is eigendom van Network Rail en wordt beheerd door Greater Anglia. Het station is een request stop, waar treinen alleen stoppen op verzoek.
In het seizoen van 2019 en 2020 was Berney Arms het minst gebruikte station in het Verenigd Koninkrijk. In totaal reisden er in het gehele jaar 42 passagiers van en naar het station.